# Lagynochthonius annamensis
Lagynochthonius annamensis är en spindeldjursart som först beskrevs av Beier 1951.  Lagynochthonius annamensis ingår i släktet Lagynochthonius och familjen käkklokrypare. Inga underarter finns listade i Catalogue of Life.